# Sant Esteve de Vila-rasa
La capella de Sant Esteve de Vila-rasa és el nom de l'antiga església del poble desaparegut de Vila-rasa, en el terme comunal de Sant Cebrià de Rosselló, a la comarca del Rosselló, a la Catalunya del Nord.
El lloc de Vila-rasa està documentat des del 904. Al segle xii està documentat el llinatge de Vila-rasa, que desaparegué el segle xvi. L'església està documentada des del 928, quan era el temple parroquial del poble de Vila-rasa. Tornada a consagrar el 1150 pel bisbe d'Elna Artau III, després de reformes importants. El 1405 restà unida al capítol de canonges d'Elna, i el 1735 Vila-rasa ja apareix com a despoblat. L'església va ser restaurada els anys 1977 i 1980.
És d'una sola nau coberta amb volta de canó, sustentada per tres arcs formers per banda, i capçada a orient per un absis semicircular cobert amb volta de quart d'esfera. A l'interior, una cornisa ressegueix tots els murs, de la nau i de l'absis. Exteriorment, l'absis parteix d'un sòcol a la base, del qual surten sis lesenes que al capdamunt formes cinc arcades llombardes molt amples. La porta primitiva era al sud, i en les restauracions del 1977 i 1980 fou recuperada, ja que havia anat quedant coberta d'al·luvions.
L'aparell és fet de còdols de riu, amb carreus ben escairats en els angles, lesenes i arcuacions i obertures. És datable al segle xi, amb volta de canó del XII i altres elements posteriors, del XIII i XIV, com els seients, tant de la nau com del celebrant.

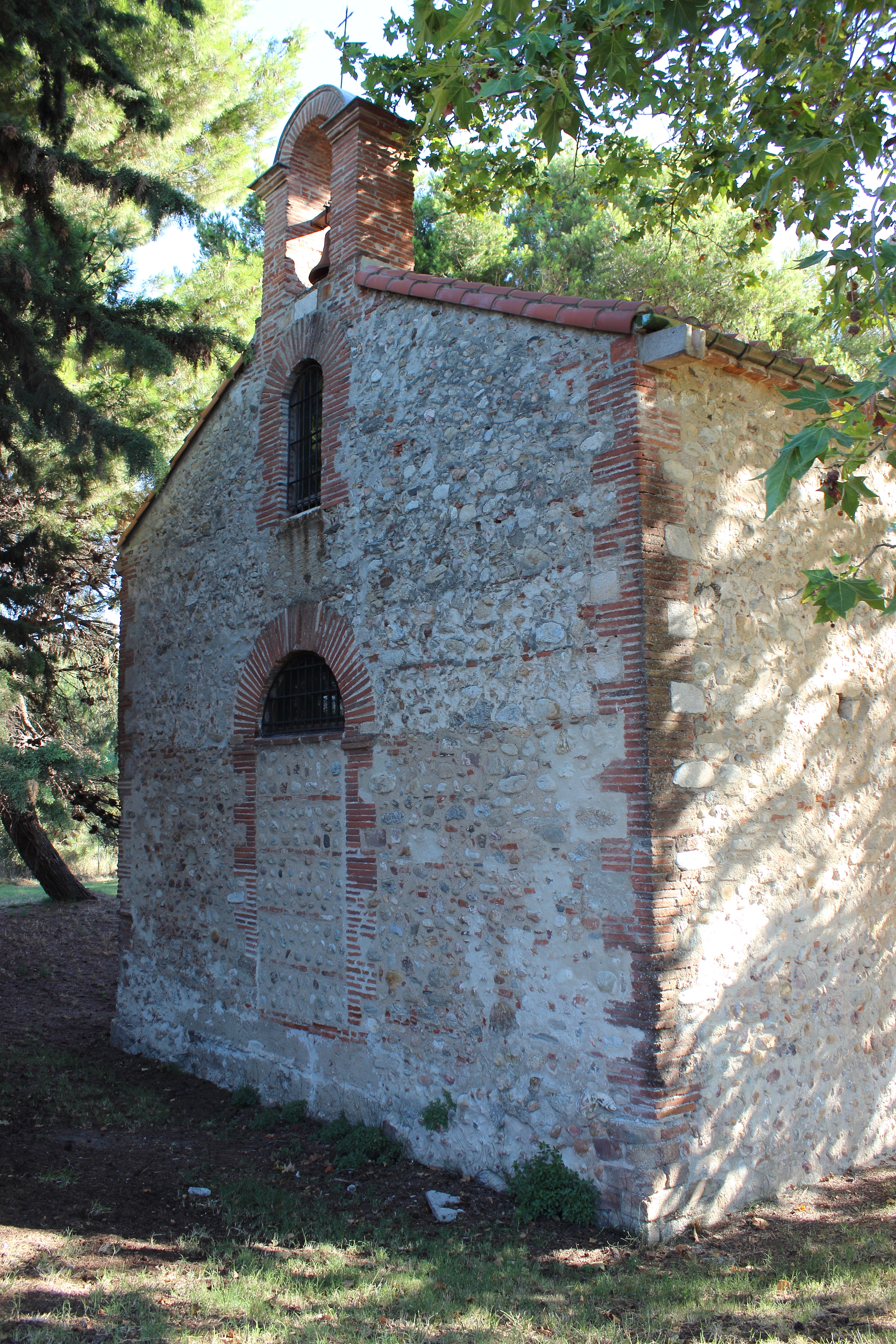
Façana de ponent de l'església
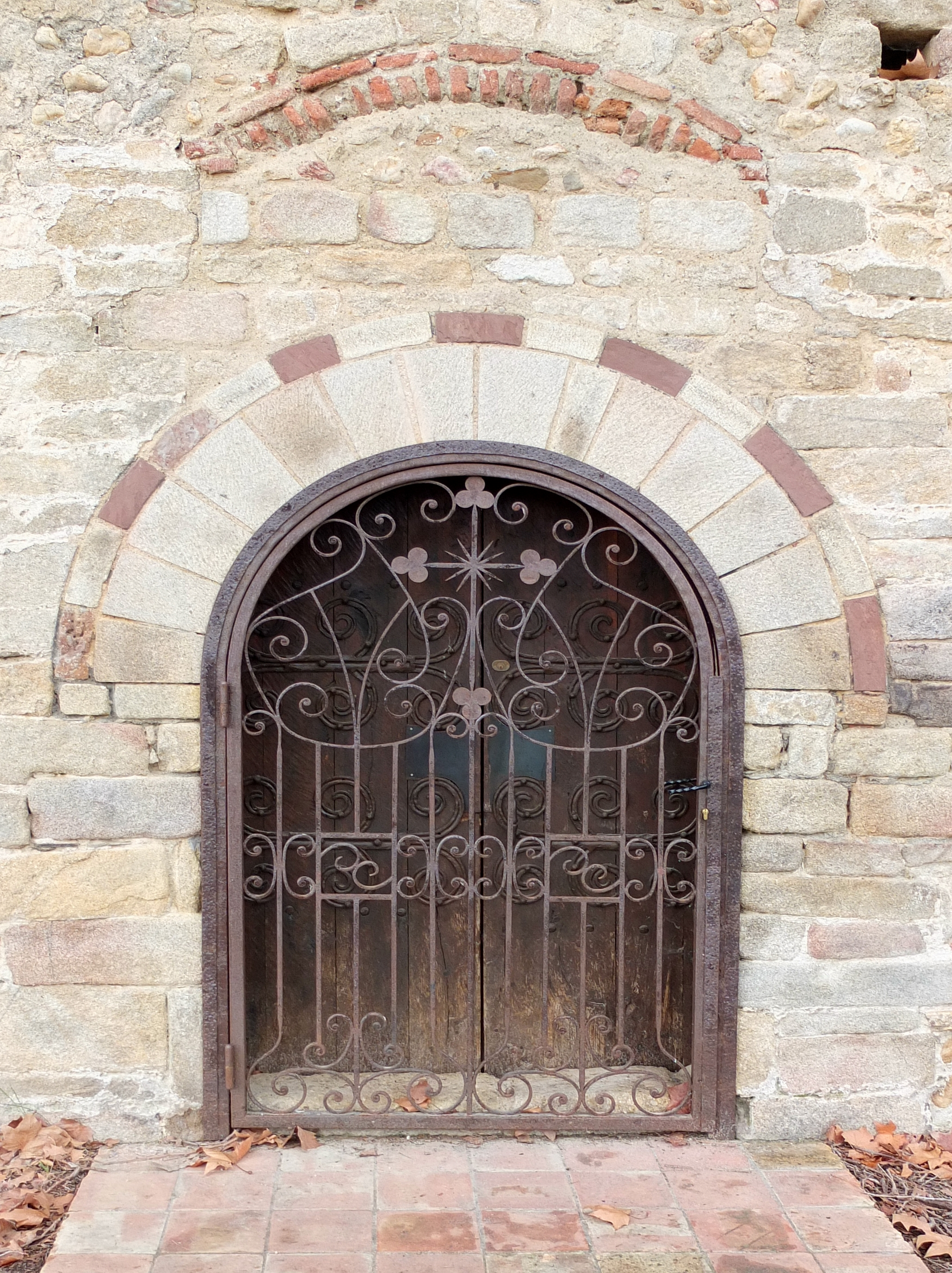
La porta
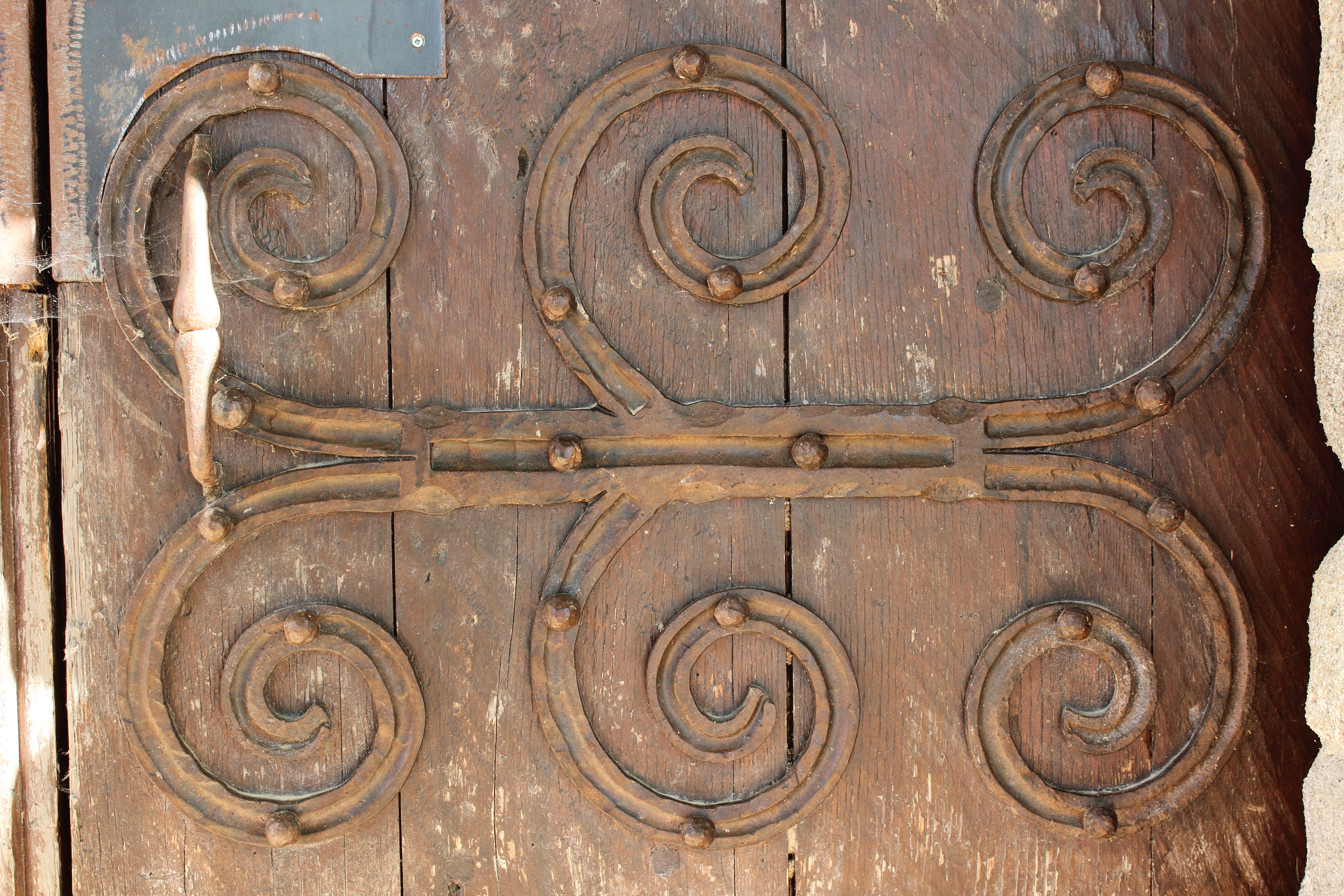
Forjat medieval de la porta de l'església